# Siparuna guianensis
Siparuna guianensis là một loài thực vật có hoa trong họ Siparunaceae. Loài này được Aubl. miêu tả khoa học đầu tiên năm 1775.